# 源義平

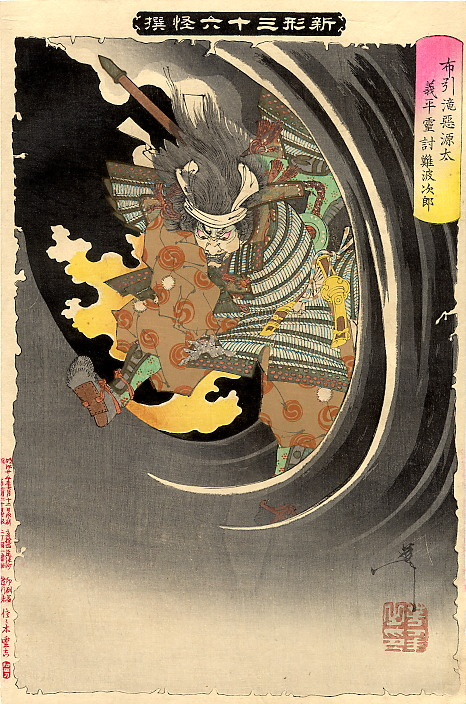
惡源太（『新形三十六怪撰』月岡芳年畫）

源義平（1141年—1160年3月4日、永治元年 - 永曆元年1月25日），日本平安時代晚期的武士。綽號惡源太、鎌倉源太。官位是左衛門少尉。源義朝長男，母親是三浦義明女兒，也有一說認為生母是橋本的遊女，源賴朝及源義經的同父異母長兄。

## 大藏合戰
久壽2年（1155年），父親源義朝與叔父帯刀先生源義賢（義朝的異母弟、木曾義仲之父）發生衝突。當時源義賢與在武藏國豪族秩父重隆結成姻親，靠着岳父的支持，在關東建立很大的勢力，對被父親源為義威逐出家門的源義朝構成極大的威脅，源義朝先發制人，派遣當時只有15歲的長子源義平突襲武藏國比企郡的大倉館，斬殺源義賢及秩父重隆。其後，世人皆稱呼源義平為鎌倉惡源太。

## 平治之亂
平治之亂發生時，源義平從鎌倉馳赴京師。當時權中納言藤原信頼恣署諸將士，意欲授源義平官位。源義平推辭說：「保元之亂，叔父為義遽任藏人。然以其不急之授，辭不受。實合時宜。殲滅信西，待世寧謐，領國任官，亦不為晚。嚮在鎌倉，士卒慣呼惡源太。 宜仍舊稱，願假我少徒卒，要清盛於安部野‧擊其不意，鏖盡之。」藤原信賴不遵從。
其後，平重盛攻入待賢門。藤原信賴惶怖，未及排陣而出走。源義朝大怒，下令源義平佈防。源義平與鎌田政清、後藤實基、佐佐木秀義、三浦義澄、山内首藤俊通、齋藤實盛、岡部忠澄、猪俣範綱、熊谷直實、波多野延景、平山季重、金子家忠、足立遠元、上總廣常、關時員、片切景重等十六騎一併俱進。源義平謂左右說：「擐櫨勻鎧而乘黃赭白馬者，重盛也。卿等認之。」跟着躍馬而出，縱橫馳突，直赴平重盛，大戰於大庭的椋樹下，擐左近櫻、右近橘，緊追平重盛七八匝，其勢甚厲害。平重盛退至大宮巷，再率領新兵五百騎，再次攻入大庭。源義平呼喝平重盛說：「我及子為源平嫡冑，兩兩無媿匹敵，請與決死。」又驅逐他五六匝。平重盛又引兵退入大宮港。源義朝以敵兵多次來至，派遣人激勵大軍，下令遄擊退卻敵軍。源義平又與十六騎，出至大宮巷，衝擊敵軍，敵兵因此奔潰。平重盛與其臣與三左衛門景安、新藤左衛門家泰出走，源義平與鎌田政家追逐他至二條堀河，快將追及時，源義平馬躓而伏，鎌田政家引弓射向平重盛，因他的甲厚而不得入。源義平大喊：「射馬！」鎌田政家射向其馬，平重盛因此墜馬，立屋材上，兜鍪亦墜下。鎌田政家迫近他。與三左衛門景安撲上來遮擋。源義平馳至剌向景安。新藤左衛門家泰將他的座騎讓給平重盛，然後與源義平肉搏。鎌田政家乃剌向家泰。平重盛得而有空間出走歸回六波羅。當時窮陰沍寒，下雨使馬鞍結冰，鎌田政家手凍攀不上，源義平教他馬鞍上刻位來上鞍，自始世人依據手形設計馬鞍。
源義朝既卻賴盛，向前攻打六波羅，源義平領兵開赴。當時源賴政整頓騎兵三百餘騎於六條河源，觀望而不前進。源義平大怒說：「賴政首鼠兩端，觀望勝敗，不可不先擊之。」遂率領五十餘騎搏擊。源賴政敗陣，遂投奔至平清盛軍中。源義平乘勝攻入六波羅門內，平清盛親自督兵出戰。雙方交戰由早上一直殺到日暮，而源義平麾下的軍隊自早上至此經歷數戰，銳氣稍為衰退。平清盛的軍隊交進防備，源義平遂斂兵而退。
其後源義朝敗走，源義平跟從至美濃青墓。源義朝下命源義平、源朝長去其他地方募兵。源義平去赴北國招募。當前進至飛驒，來投的人數稍多。及源義朝的死訊來到，眾人立即離散，源義平亦準備自殺，但是想清楚後認為：「深讎未復，大丈夫豈徒死乎？」
源義平潛返京師，伺機暗殺平清盛。有源義朝的舊臣志內景澄，素因出身下賤而不為人識。是故，源義朝戰敗後，仍可以委質於平氏，以俟候時機變數。適逢源義平到來，交談後大喜，詐以源義平為自己的奴僕，出入六波羅。源義平親自執行廝役，景澄僦舍在三條烏丸。居停的主人卻注視到源義平舉動，認為是非常人。景澄又每次進食時不令人看到，主人日益懷疑。偷偷從障間窺探，看到景澄與源義平互換菜餚就食。主人向六波羅告狀。平清盛派遣難波經房率兵三百人圍捕。源義平拔刀躍出，立即斬殺數人，跳登屋上，忽然不見了。平經房獨捕獲景澄。回歸後，平清盛當面嘲諷志內景澄懷有貳志當即斬殺。景澄說：「我世仕源氏。暫事汝者，俟源氏興隆時耳。汝疏漏不悟，何得嘲我哉？」平清盛大怒，立即斬殺。源義平露宿山中，多次偷偷地偵察平氏，備嘗艱苦，覓故舊於東近江，即將投奔其家。途中路過逢坂，困頓臥睡山中。適逢難波經房詣關明神，因此分兵五十騎搜索。源義平立然起身應付。難波經房射中其手腕，源義平不能揮刀。兵眾垜堆逮捕俘虜，返歸六波羅，令他坐於廡下。源義平大怒說：「我雖命窮就虜，何為居廡下！」即自起入座。平清盛出而面：「向卿被圍於烏丸，能潰三百騎而出。今為五十騎所虜何？」源義平笑說：「是命也。卿亦命蹇，遂至於此。吾為勍敵，不宜久活。疾斫。」即斬殺源義平於六條河原。當時是永暦元年（1160年），源義平只有二十歲。
源義平臨死前大罵：「保元中多戮源平將士，每以夜分。今白晝殺我，平奴何無狀也！嚮使信賴用我言，平奴無噍類矣。」難波經房說：「卿何饒舌！」源義平瞋目道：「汝善斬我，否必為雷震殺汝等！」後難波經房果然被雷震死，世人認為源義平作祟。